# Colombine
Colombine – rzeka we Francji, przepływająca przez teren departamentu Górna Saona, o długości 31,2 km. Stanowi dopływ rzeki Durgeon.